# 加茂村 (石川県)
加茂村（かもむら）は、石川県羽咋郡に存在した村。
村の名称は、江戸時代に存在した「加茂荘」の名による。

## 地理・概要
- 現在の志賀町の南東部。
- 丘陵地帯であり、倉垣川、安津見川の谷に添う地域。
- 古くから馬の産地であり、その馬は水田耕作の時に働く「田馬」（たんま）として使われていた。
- 山 - 奥山峠

## 歴史
- 1889年（明治22年）4月1日 - 町村制の施行により、羽咋郡矢駄村、安津見村、安津見新村及び倉垣村を廃し、その区域をもって羽咋郡加茂村を設置する。
- 1954年（昭和29年）10月1日 - 羽咋郡志加浦村、堀松村、加茂村、土田村及び上熊野村を廃し、その区域をもって羽咋郡志賀町を設置する。4大字は志賀町の大字に継承。

## 教育
- 加茂村立加茂小学校（現・志賀町立加茂小学校）

## 産業
- 特産物 - ころ柿